# 石川県公立大学法人
石川県公立大学法人（いしかわけんこうりつだいがくほうじん、英語 : Ishikawa Prefectural Public University Corporation）は、日本の公立大学法人。石川県立看護大学と石川県立大学を設置・管理している。
大学間競争に勝ち抜き、効率的且つ効果的な透明性の高い大学運営と学生及び教職員の教育研究環境の整備・充実を図ることを目的に、2011年4月1日に公立大学法人化し、石川県公立大学法人（以下、法人）が設置された。法人の初代理事長には石川県参与の寺西盛雄が就任した。法人経営の審議機関として「経営審議会」が設置されており、理事長、副理事長、理事のほか、理事長が任命する委員の10人以内で構成される。
2022年には新しく石川県知事に就任した馳浩が、石川県立看護大学と石川県立大学の設立に携わった谷本正憲前知事に法人理事長の就任を打診し、同年4月1日に就任した。

## 組織
令和4年度の体制
- 理事長
  - 事務局
    - 総務課
    - 経営企画室

  - 石川県立看護大学長
    - 学生部
    - 看護学部
    - 大学院看護学研究科
    - 附属図書館
    - 附属地域ケア総合センター
    - 附属看護キャリア支援センター
    - 事務局
      - 総務課
      - 教務学生課

  - 石川県立大学長
    - 学生部
    - 生物資源環境学部
      - 生産科学科
      - 環境科学科
      - 食品科学科
      - 教養教育センター
      - 附属生物資源工学研究所
      - 附属農場

    - 大学院生物資源環境学研究科
    - 図書・情報センター
    - 産学官連携学術交流センター
    - キャリアセンター（就職支援室）
    - 事務局
      - 総務課
      - 教務学生課

### 教職員・役員
| 所属             | 役員数             | 教員数 | 職員数 | 合計  |
| ---------------- | ------------------ | ------ | ------ | ----- |
| 法人本部         | 理事長1人、理事1人 |        | 8人    | 10人  |
| 石川県立看護大学 | 学長1人            | 50人   | 11人   | 62人  |
| 石川県立大学     | 学長1人            | 65人   | 13人   | 79人  |
| 合計             | 4人                | 115人  | 32人   | 151人 |

| 役員     | 役職     | 前職                                                                 | 現職                                 | 常勤・非常勤 | 担務                 | 任期                                     |
| -------- | -------- | -------------------------------------------------------------------- | ------------------------------------ | ------------ | -------------------- | ---------------------------------------- |
| 谷本正憲 | 理事長   | 石川県知事                                                           |                                      | 常勤         | 総括                 | 2022年4月1日 - 2026年3月31日             |
| 真田弘美 | 副理事長 | 東京大学大学院医学系研究科附属グローバルナーシングリサーチセンター長 | 石川県立看護大学長                   | 常勤         | 石川県立看護大学     | 2022年4月1日 - 2026年3月31日             |
| 西澤直子 | 副理事長 | 石川県立大学特任教授                                                 | 石川県立大学長                       | 常勤         | 石川県立大学         | 2023年4月1日 - 2025年3月31日             |
| 池田誠   | 理事     | 石川県出納室長                                                       |                                      | 常勤         | 総務・財務・社会連携 | 2023年4月1日 - 2025年3月31日             |
| 水越裕治 | 理事     |                                                                      | 株式会社アクトリー代表取締役会長     | 非常勤       |                      | 2023年4月1日 - 2025年3月31日             |
| 松木浩一 | 監事     |                                                                      | 公認会計士・税理士（松木会計事務所） | 非常勤       |                      | 2023年9月1日 - 4年後の財務諸表承認日まで |
| 麻生小夜 | 監事     |                                                                      | 弁護士（金沢あおば法律事務所）       | 非常勤       |                      | 2023年9月1日 - 4年後の財務諸表承認日まで |

### その他
1. 1 2  定款, 第1章「総則」 （目的） 第1条
2. ↑  定款, 第3章「審議機関」 第1節「経営審議会」（設置及び構成） 第14条
3. 1 2 3  報告書, p. 1, 法人の概要（令和4年度の体制）